# Pike River Conservation Park
Pike River Conservation Park är en park i Australien. Den ligger i delstaten South Australia, omkring 220 kilometer öster om delstatshuvudstaden Adelaide. Pike River Conservation Park ligger 19 meter över havet.
Runt Pike River Conservation Park är det mycket glesbefolkat, med 2 invånare per kvadratkilometer.. Närmaste större samhälle är Berri, omkring 20 kilometer sydväst om Pike River Conservation Park. 
Omgivningarna runt Pike River Conservation Park är i huvudsak ett öppet busklandskap. Genomsnittlig årsnederbörd är 299 millimeter. Den regnigaste månaden är februari, med i genomsnitt 67 mm nederbörd, och den torraste är oktober, med 7 mm nederbörd.